# Бранко Ђерић
Бранко Ђерић (20. новембар 1948) српски је економиста, универзитетски професор и доктор економских наука. Бивши је политичар и први предсједник Владе Републике Српске. Шеф је Катедре економских наука Економског факултета Универзитета у Источном Сарајеву. Члан је Сената Републике Српске од 2009. године.

## Биографија
Дипломирао је на Економском факултету Универзитета у Сарајеву 1972. године. Магистарску тезу под насловом "Мјесто теорије оптимизације у политичкој економији социјализма" одбранио је на Економском факултету Универтитета у Београду 1977. године. Докторирао је 1981. године на Економском факултету Универзитета у Београду, на тему „Основни проблеми управљања факторима развоја у самоуправном друштву“. Бранко Ђерић је био први предсједник Владе Републике Српске, а на том положају је био од 22. априла 1992. до 20. јануара 1993. године.
На Правном факултету Универзитета у Источном Сарајеву први пут је ангажован 1994. године. У звање редовног професора изабран је 1996. године. Држи наставу из предмета Основи економије и Економска политика и европске интеграције. Проф. др Бранко Ђерић био је руководилац постдипломског студија и комисије за докторате Универзитета у Источном Сарајеву. Шеф је катедре за општу и економску теорију Економског факултета у Источном Сарајеву.

## Дјела
Објавио је девет уџбеника и монографија и око 100 стручних и научних радова.
- Фактори развоја у самоуправном друштву, Веселин Маслеша, Сарајево (1983)
- Ђерич Б., Меџович Д., Саха-21. век, Филозофија нового развитиа, Универзитет бизниса и управлениа, Москва (1996)
- Теорија и политика привредног развоја, Бранко Ђерић, Београд (1997)
- Основи економске политике, Економски факултет Универзитета у Источном Сарајеву, Источно Сарајево (1998)
- Ресурсни потенцијал привредног раста Републике Српске, Бранко Ђерић и Ново Плакаловић, Завод за уџбенике и наставна средства Републике Српске (2005)